# 鹿兒島縣公安委員會
鹿兒島縣公安委員會（日语：／ Kagoshimaken kō'an-i'inkai */?）是由鹿兒島縣知事所轄，負責管理鹿兒島縣警察的行政委員會，由3名委員組成。

## 委員
- 委員長
  - 山本良樹
- 委員
  - 豐島忍
  - 野田健太郎

## 下部組織
- 鹿兒島縣警察

## 外部連結
- 鹿児島県公安委員会（页面存档备份，存于）